# Grand Prix Sezon 1932
Sezon Grand Prix 1932 – kolejny sezon z cyklu Wyścigów Grand Prix oraz Mistrzostw Europy AIACR. Mistrzem Europy został Włoch Tazio Nuvolari.

## Podsumowanie Sezonu

### Grand Prix zaliczane do Mistrzostw Europy
| Nr | Data      | Grand Prix         | Tor         | Zwycięzca (kierowcy) | Zwycięzca (konstruktorzy) | Wyniki |
| -- | --------- | ------------------ | ----------- | -------------------- | ------------------------- | ------ |
| 1  | 5 czerwca | Grand Prix Włoch   | Monza       | Tazio Nuvolari       | Alfa Romeo                | Wyniki |
| 2  | 3 lipca   | Grand Prix Francji | Reims-Gueux | Tazio Nuvolari       | Alfa Romeo                | Wyniki |
| 3  | 17 lipca  | Grand Prix Niemiec | Nürburgring | Rudolf Caracciola    | Alfa Romeo                | Wyniki |

### Pozostałe Grand Prix
| Data        | Grand Prix                | Tor            | Zwycięzca (kierowcy)    | Zwycięzca (konstruktorzy) | Wyniki |
| ----------- | ------------------------- | -------------- | ----------------------- | ------------------------- | ------ |
| 28 lutego   | Zimowe Grand Prix Szwecji | Rämen          | Olle Bennström          | Ford                      | Wyniki |
| 3 kwietnia  | Grand Prix Tunisu         | Kartagina      | Achille Varzi           | Bugatti                   | Wyniki |
| 17 kwietnia | Grand Prix Monako         | Monaco         | Tazio Nuvolari          | Alfa Romeo                | Wyniki |
| 24 kwietnia | Grand Prix Rzymu          | Littorio       | Luigi Fagioli           | Maserati                  | Wyniki |
| 24 kwietnia | Grand Prix Oranu          | Oran           | Jean-Pierre Wimille     | Bugatti                   | Wyniki |
| 30 kwietnia | British Empire Trophy     | Brooklands     | John Cobb               | Delage                    | Wyniki |
| 8 maja      | Targa Florio              | Madonie        | Tazio Nuvolari          | Alfa Romeo                | Wyniki |
| 8 maja      | Grand Prix Finlandii      | Eläintarharata | Per-Viktor Widengren    | Mercedes-Benz             | Wyniki |
| 15 maja     | Grand Prix Frontières     | Chimay         | Arthur Legat            | Bugatti                   | Wyniki |
| 16 maja     | Provence Trophy           | Nîmes          | Stanisław Czaykowski    | Bugatti                   | Wyniki |
| 16 maja     | Grand Prix Nîmes          | Nîmes          | Benoît Falchetto        | Bugatti                   | Wyniki |
| 22 maja     | Avusrennen                | AVUS           | Manfred von Brauchitsch | Mercedes-Benz             | Wyniki |
| 22 maja     | Grand Prix Casablanki     | Anfa Circuit   | Marcel Lehoux           | Bugatti                   | Wyniki |
| 29 maja     | Eifelrennen               | Nürburgring    | Rudolf Caracciola       | Alfa Romeo                | Wyniki |
| 29 maja     | Torvilliers Circuit       | Troyes         | Robert Gauthier         | Bugatti                   | Wyniki |
| 5 czerwca   | Grand Prix Picardy        | Péronne        | Philippe Étancelin      | Alfa Romeo                | Wyniki |
| 19 czerwca  | Grand Prix Lwowa          | Lwów           | Rudolf Caracciola       | Alfa Romeo                | Wyniki |
| 26 czerwca  | Grand Prix Lotaryngii     | Nancy          | Jean-Pierre Wimille     | Alfa Romeo                | Wyniki |
| 24 lipca    | Grand Prix Dieppe         | Dieppe         | Louis Chiron            | Bugatti                   | Wyniki |
| 31 lipca    | Nice Circuit Race         | Nicea          | Louis Chiron            | Bugatti                   | Wyniki |
| 31 lipca    | Coppa Ciano               | Montenero      | Tazio Nuvolari          | Alfa Romeo                | Wyniki |
| 14 sierpnia | Coppa Acerbo              | Pescara        | Tazio Nuvolari          | Alfa Romeo                | Wyniki |
| 14 sierpnia | Grand Prix Comminges      | Saint-Gaudens  | Goffredo Zehender       | Alfa Romeo                | Wyniki |
| 17 sierpnia | Grand Prix de la Baule    | La Baule       | William Grover-Williams | Bugatti                   | Wyniki |
| 4 września  | Grand Prix Czechosłowacji | Brno           | Louis Chiron            | Bugatti                   | Wyniki |
| 10 września | Mountain Championship     | Brooklands     | Malcolm Campbell        | Sunbeam                   | Wyniki |
| 11 września | Grand Prix Monzy          | Monza          | Rudolf Caracciola       | Alfa Romeo                | Wyniki |
| 11 września | Grand Prix Antibes        | Garoupe        | Benoît Falchetto        | Bugatti                   | Wyniki |
| 25 września | Grand Prix Marsylii       | Miramas        | Raymond Sommer          | Alfa Romeo                | Wyniki |
| 25 września | Munkkiniemenajo           | Helsinki       | Per-Viktor Widengren    | Alfa Romeo                | Wyniki |

## Klasyfikacja generalna
| Poz | Kierowca                | ITA | FRA | GER | Pkt |
| --- | ----------------------- | --- | --- | --- | --- |
| 1   | Tazio Nuvolari          | 1   | 1   | 2   | 4   |
| 2   | Baconin Borzacchini     | 3   | 2   | 3   | 8   |
| 3   | Rudolf Caracciola       | NS  | 3   | 1   | 9   |
| 4   | René Dreyfus            | 5   | 5   | 4   | 12  |
| 5   | Louis Chiron            | NU  | 4   | NU  | 17  |
| =   | Albert Divo             | 6   | NU  |     | 17  |
| 7   | Luigi Fagioli           | 2   |     |     | 18  |
| 8   | Amedeo Ruggeri          | 8   |     | NU  | 19  |
| 9   | Giuseppe Campari        | 4   |     |     | 20  |
| =   | Pietro Ghersi           | 7   |     |     | 20  |
| =   | Eugenio Siena           | 9   |     |     | 20  |
| =   | William Grover-Williams |     | 6   |     | 20  |
| =   | Goffredo Zehender       |     | 7   |     | 20  |
| =   | Pierre Félix            |     | 8   |     | 20  |
| =   | Earl Howe               |     | 9   |     | 20  |
| 16  | Marcel Lehoux           | NU  | NU  | NU  | 21  |
| =   | Achille Varzi           | NU  | NU  |     | 21  |
| =   | Luigi Premoli           | 10  |     |     | 21  |
| =   | Philippe Étancelin      |     | NU  |     | 21  |
| =   | Max Fourny              |     | NU  |     | 21  |
| =   | Jean-Pierre Wimille     |     | NU  |     | 21  |
| 22  | Luigi Castelbarco       | NU  |     |     | 23  |
| =   | Jean Gaupillat          |     | NU  |     | 23  |
| =   | Hans Lewy               |     |     | NU  | 23  |
| =   | Paul Pietsch            |     |     | NU  | 23  |
| Poz | Kierowca                | ITA | FRA | GER | Pkt |

| Kolor     | Rezultat                             | Punkty |
| --------- | ------------------------------------ | ------ |
| Złoty     | Zwycięzca                            | 1      |
| Srebrny   | 2. miejsce                           | 2      |
| Brązowy   | 3. miejsce                           | 3      |
| Zielony   | Przynajmniej 75% rezultatu zwycięzcy | 4      |
| Niebieski | 50%-75% rezultatu zwycięzcy          | 5      |
| Fioletowy | 25%-50% rezultatu zwycięzcy          | 6      |
| Czerwony  | Poniżej 25% rezultatu zwycięzcy      | 7      |
| Czarny    | Zdyskwalifikowany                    | 8      |
| Biały     | Nie brał udziału                     | 8      |